# Halls Creek
Halls Creek is een plaats in de regio Kimberley in West-Australië.
Het ligt aan de Great Northern Highway tussen Fitzroy Crossing en Warmun, 2.962 kilometer ten noordoosten van Perth en 546 kilometer ten oosten van Derby.
In 2021 telde Halls Creek 1.572 inwoners, tegenover 1.221 in 2006.

## Geschiedenis
De Djaru- en Kija-Aborigines leefden reeds duizenden jaren in de streek alvorens de Europeanen er neerstreken. Alexander Forrest was in 1879 de eerste Europeaan die de riviervalleien van de Fitzroy en de Ord verkende. Hij berichtte dat er goud te vinden was in de oostelijke Kimberley en dat de grond er geschikt was om vee te weiden. John Adams en Phil Saunders trokken er na de geruchten over goud naartoe en vonden een paar ons goud maar niet in rendabele hoeveelheden. De families Buchannan, Durack, Bridge, MacDonald en Emanuel namen grote stukken land in voor de veehouderij. In 1883 zond de overheid de expeditie van John Forrest naar de Kimberley. Aan die expeditie nam de geoloog Hardman deel die een geologische kaart van de streek opmaakte en een aantal plaatsen aangaf waar vermoedelijk goud kon gevonden worden. Het jaar daarop vergezelde Hardman de landmeter H.F. Johnston die de Fitzroyvallei verder in kaart ging brengen. Ze vonden kleine hoeveelheden alluviaal goud langs de rivieren Elvire, Panton en Ord.

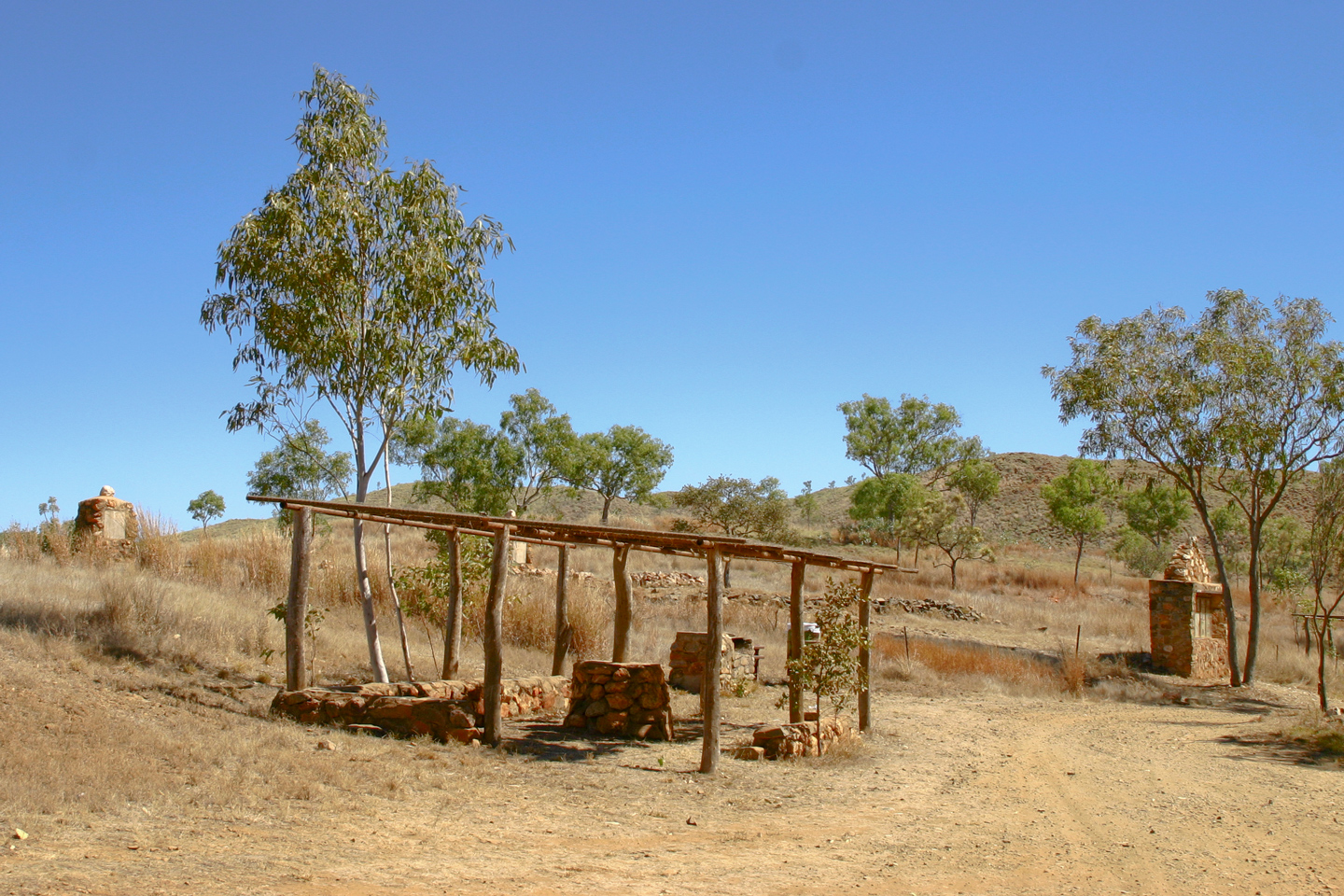
Ruïnes van het oude Halls Creek

Aangetrokken door deze vondsten zeilden Charles Hall en John Slattery begin 1885 van Roebourne naar Derby en reisden in het spoor van de Forrest-expeditie langs de Fitzroy naar de Elvire. In augustus 1885 vonden ze rendabel goud en eisten de premie op die de West-Australische overheid had uitgeloofd voor de eerste lonende goudvondst. De vondst deed West-Australiës eerste goldrush naar de Kimberley op gang komen en binnen het jaar waren er drieduizend goudzoekers actief. Tussen 1885 en 1887 streken tienduizend mensen toe in de Kimberley, voornamelijk mannen. In 1887 werd begonnen met het opmeten van het plaatsje Halls Creek maar het werd pas op 23 november 1894 officieel gesticht. De goldrush was dan reeds voorbij. Al van in 1887 begon het aantal goudzoekers terug te lopen omdat het meeste alluviale goud reeds gevonden was. Halls Creek werd een handelscentrum voor een groeiend aantal veehouders, de aboriginesgemeenschappen en de goudzoekers die in de omgeving bleven rondhangen en niet naar de goudvelden van Coolgardie en de Murchison trokken. Het plaatsje en de kreek werden vernoemd naar de goudzoeker Charlie Hall. Er was een post-en telegraafkantoor, een politiekantoor, een paardenrenbaan en enkele winkels.
Albert Canning verkende en ontwikkelde de Canning Stock Route van 1906 tot 1910. Langs de 1.850 kilometer lange route werden 51 plaatsen waterputten geslagen, ongeveer om de dertig kilometer ofte een dagreis. De route diende om vee uit de Kimberley door de Gibson en Great Sandy woestijnen te drijven. Halls Creek was het meest noordelijke punt van de route, Wiluna het meest zuidelijke. In 1929 werd begonnen met herstellingswerken op de route maar ze werden niet afgewerkt en de route was niet meer nuttig voor de veetelers. Tijdens de Tweede Wereldoorlog werd de route hersteld omdat men een aanval op het noorden van Australië verwachtte.
In 1918 bouwde de Australian Inland Mission een hospitaal in Halls Creek. Tijdens de crisis van de jaren 30 stroomden er terug goudzoekers toe doordat de Australische overheid een premie van één Australische pond per ons gevonden goud bood in de hoop de werkloosheid tegen te gaan en de economie te doen heropleven. In 1948 werd een vliegveld aangelegd op 16 kilometer van het originele Halls Creek. Het plaatsje werd tussen 1948 en 1954 naar het vliegveld verhuisd door de nood aan drinkbaar water en de ontoegankelijkheid bij overstromingen. De overheidsgebouwen werden in 1952-53 verhuisd. Tegen 1954 was het oude Halls Creek een spookdorp, op het politiekantoor na dat werd pas in 1961 verplaatst. De meeste gebouwen in het oude Halls Creek werden verplaatst of de materialen ervan werden hergebruikt. Enkele ruïnes bleven achter en in 1977 werd de oude dorpssite door de National Trust of Australia erkend als erfgoed. De ruïne van het postkantoor werd op 3 september 1984 als ruïne geclassificeerd.

## 21e eeuw
Halls Creek is het administratieve en dienstencentrum van het lokale bestuursgebied (LGA) Shire of Halls Creek.
In 2021 telde Halls Creek 1.572 inwoners tegenover 1.221 in 2006. Ongeveer 70% van de bevolking is van inheemse afkomst.
Sinds 2015 is er nabij Halls Creek terug een goudmijnbedrijf actief. Pantoro Ltd runt 35 kilometer ten zuiden van Halls Creek zowel een ondergrondse als een dagbouw-goudmijn.

## Toerisme

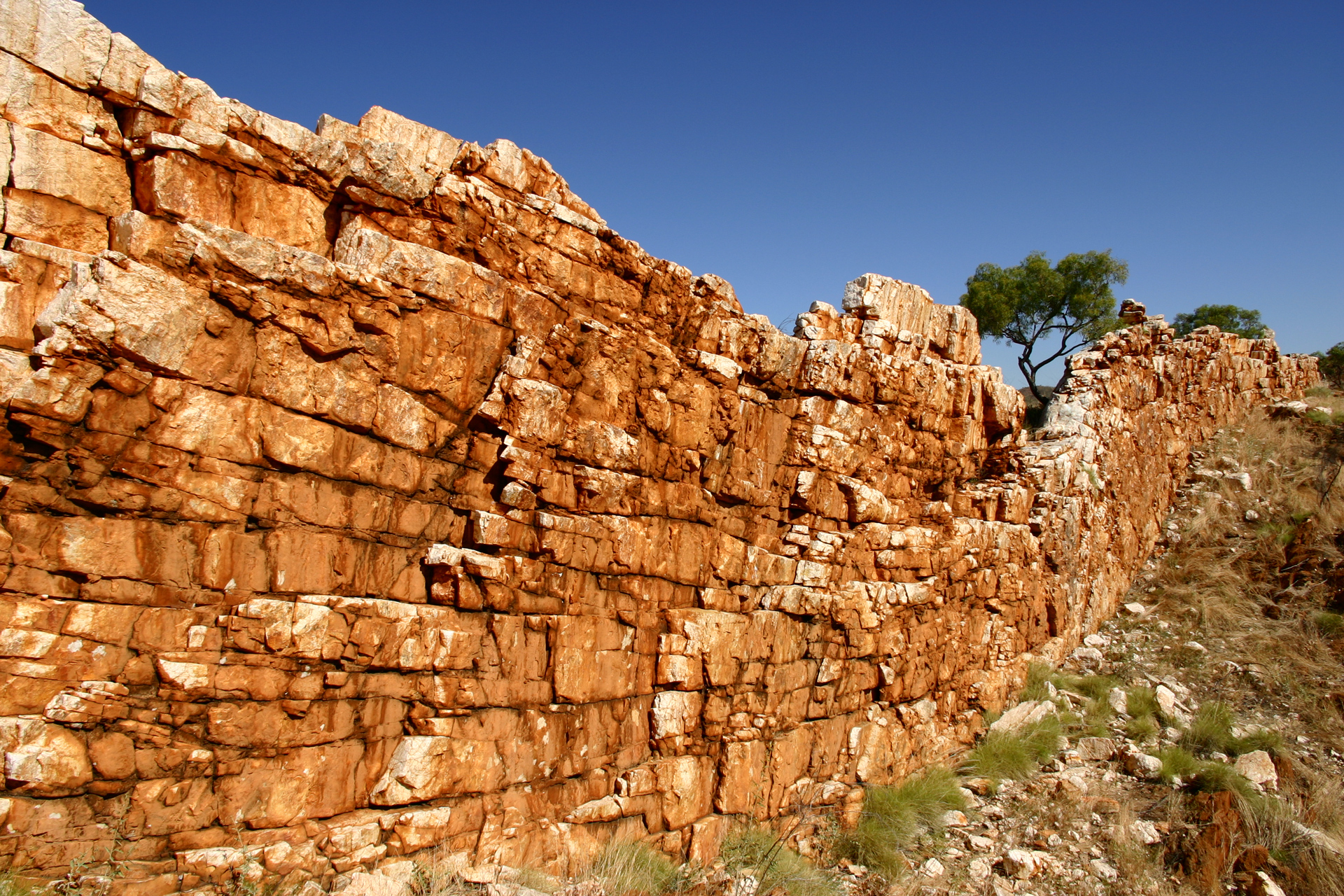
De China Wall

Enkele toeristische attracties in Halls Creek en omgeving zijn:
- In Old Halls Creek kan men de ruïnes bezichtigen van het oorspronkelijke Halls Creek en het kerkhof.
- De China Wall is een zes meter hoge rotsformatie in witte quarz die aan de Chinese muur doet denken.
- De Canning Stock Route is een meer dan 2.000 kilometer lange 4x4 route.
- De Heritage Town Walk is een veertig minuten durende wandeling in Halls Creek met negen totems waarop informatie is weergegeven.
- De standbeelden van Russian Jack en Jack Jugarie eren zowel de pioniersgeest als de aboriginescultuur.
- Vanop de Moola Bulla Lookout heeft men een panoramisch uitzicht over Halls Creek en omgeving.
- Halls Creek is de uitvalsbasis voor de Bungle Bugles in het nationaal park Purnululu.

## Markante figuren
Halls Creek kende enkele markante figuren:

### James Darcy
Op 29 juli 1917 zette een ongeval dat James Darcy voorhad een kettingreactie in gang die tot het ontstaan van de Royal Flying Doctor Service zou leiden. James 'Jim' Darcy was een veedrijver op Ruby Plains, een veestation vijftig kilometer ten zuiden van Halls Creek. Die negenentwintigste juli kwam Darcy's paard ten val en op hem terecht. Het duurde uren alvorens zijn werkmakkers hem vonden en hem op een platte wagen naar Halls Creek vervoerden. In het dorp had enkel postmeester Fred Tuckett een zeer rudimentaire medische kennis. Tucket vermoedde interne verwondingen en zocht per telegraaf contact met de dokters van Wyndham en Derby maar geen van beide was aanwezig. Hij telegrafeerde vervolgens met zijn EHBO-opleider in Perth, Dr. Joe Holland, die een gescheurde blaas diagnosticeerde. Holland gaf Tucket instructies in morse voor een operatie met een zak- en een scheermes. De operatie leek te zijn geslaagd maar complicaties volgden en het was duidelijk dat Darcy een dokter nodig had.
Op negen augustus ging Holland aan boord van het veetransportschip SS Moira. Vanaf Derby reed hij over land met een Ford Model T tot hij diende over te stappen op een paard met wagen. De laatste kilometers legde hij te voet af. De drieduizendzevenhonderd kilometer lange reis nam twee weken in beslag maar Darcy bleek de dag voor Hollands aankomst overleden aan complicaties en malariakoorts. De zaak kwam John Flynn, een presbyteriaanse dominee ter ore. De dominee was reeds langer overtuigd van de noodzaak van betere medische faciliteiten in de outback en had reeds hospitalen opgericht maar had een nog grootsere visie. In mei 1928 richtte hij de Australian Inland Mission Aerial Medical Service op in Cloncurry, Queensland. In 1942 werd de naam veranderd naar de Flying Doctor Service en in 1955 keurde de Britse koningin Elizabeth II de toevoeging van het koninklijke voorvoegsel goed tijdens een reis in Australië. De Royal Flying Doctor Service was geboren.

### Jack Jugarie
Jack Jugarie was een ouderling van de Djaru-aborigines, geboren in 1927 op de Bow Desert Station net voorbij Ruby Plains. Hij was een harde werker en oefende verschillende jobs uit. Hij was boerenknecht, veedrijver, spoorzoeker, politiehulp, ziekenbroeder, wegenbouwer en begeleidde geologen door de Kimberley. Dit zelfs voor 1964, toen de aborigines nog als fauna beschouwd werden, geen staatsburgers waren en niet mochten stemmen. Hij werd internationaal bekend toen hij in 1996 als 70-jarige deelnam aan het ABC-programma 'The Human Race'. Het was een 350 kilometer lange voettocht van Halls Creek naar Wyndham. Hij nam het op tegen twee jongere kandidaten en noemde de wedstrijd de Walk against grog omdat hij wilde bewijzen dat men zonder alcohol alles kan bereiken. Hij vond zijn weg dankzij zijn kennis van het landschap en de sterrenhemel. Jugarie stierf op 27 augustus 1999. Er staat een standbeeld van hem in Halls Creek.

### Russian Jack
Ivan Fredericks, bijgenaamd Russian Jack, werd in 1864 geboren in Archangelsk in Rusland. Hij was in de jaren 1880 naar West-Australië gereisd en werd goudzoeker in de Kimberley. Hij werd bekend door zijn kracht en de grote kruiwagen die hij overal voorttrok. Met die kruiwagen sloeg hij niet alleen voorraden in maar redde hij ook enkele keren levens door gekwetste of zieke maten honderden kilometers vanuit de outback naar een hospitaal te vervoeren. Russian Jack stierf aan een longontsteking op veertigjarige leeftijd in 1904. In 1979 werd ter ere van Russian Jack en de pioniers van de Kimberley een standbeeld in Halls Creek opgericht.

## Transport
Halls Creek ligt langs de Great Northern Highway.
Er ligt een startbaan nabij Halls Creek: Halls Creek Airport (ICAO: YHLC; IATA:HCQ).

## Klimaat
Halls Creek kent een warm steppeklimaat, Bsh onder de klimaatclassificatie van Köppen. De gemiddelde jaarlijkse temperatuur bedraagt 26,7 °C. Er valt jaarlijks gemiddeld 522 mm neerslag.
| Maand                                  | jan   | feb   | mrt  | apr  | mei  | jun  | jul  | aug  | sep  | okt  | nov  | dec  | Jaar  |
| -------------------------------------- | ----- | ----- | ---- | ---- | ---- | ---- | ---- | ---- | ---- | ---- | ---- | ---- | ----- |
| Gemiddeld maximum (°C)                 | 36,7  | 35,6  | 35,4 | 33,9 | 30,0 | 27,3 | 27,3 | 30,0 | 34,2 | 37,2 | 38,3 | 37,8 | 33,6  |
| Gemiddeld minimum (°C)                 | 24,3  | 23,7  | 22,8 | 20,4 | 16,7 | 13,7 | 12,7 | 14,8 | 19,0 | 22,7 | 24,5 | 24,8 | 20,0  |
|                                        |       |       |      |      |      |      |      |      |      |      |      |      |       |
| Neerslag (mm)                          | 157,7 | 141,6 | 81,8 | 21,4 | 12,7 | 5,1  | 6,0  | 2,1  | 4,3  | 17,7 | 39,0 | 81,9 | 571,3 |
| Regendagen (dag)                       | 10,9  | 10,3  | 6,3  | 1,8  | 1,3  | 0,5  | 0,6  | 0,3  | 0,6  | 2,4  | 4,5  | 7,9  | 47,4  |
| Relatieve luchtvochtigheid (%)         | 53    | 58    | 47   | 34   | 35   | 34   | 30   | 25   | 22   | 25   | 32   | 42   | 36,3  |
| Bron: Australian Bureau of Meteorology |       |       |      |      |      |      |      |      |      |      |      |      |       |

Ardyaloon · Balgo · Beagle Bay · Broome · Camballin · Cockatoo Island · Derby · Fitzroy Crossing · Halls Creek · Kadjina · Kalumburu · Koolan Island · Kununurra · Looma · Oombulgurri · Warmun · Wyndham · Yungngora